# Croscherichia quadrizonata
Croscherichia quadrizonata is een keversoort uit de familie van oliekevers (Meloidae). De wetenschappelijke naam van de soort is voor het eerst geldig gepubliceerd in 1875 door Fairmaire.